# 周平王
周平王（？—前720年4月16日），姓姬，名宜臼，東周第一位天子。周幽王之子，母申后為申侯之女，後母褒姒。

## 生平
姬宜臼本是周幽王太子，後因周幽王寵愛美女褒姒，褒姒生下一子伯服，得寵更甚。褒姒卻與權臣勾結，陰謀奪嫡，而幽王竟為了討美人歡心，便廢掉王后申后與太子宜臼母子，改封褒姒與其子伯服為王后和太子。宜臼逃奔申國。
周幽王十一年（前771年），周幽王被杀。申侯、缯侯及许文公，在申国擁立宜臼为周天子，即「周平王」。而虢公翰则在携，拥立周幽王之弟姬余臣为周天子，即「携王」（携惠王），形成「二王并立」的局面。
周平王元年（黃曆1928年/辛未年/前770年），由於鎬京在戰後已殘破不堪，宜臼為避犬戎，在晉國和鄭國的支持下迁都雒邑，史稱「平王东迁」。周朝至此以後，為史家稱作「東周」。
周平王二十一年（前750年），携王被晋文侯所弑。周平王五十一年三月二十四日（前720年4月16日），周王宜臼去世，諡號平王。

## 評價
- 當時傳聞平王和母親申后因被其父周幽王廢掉後一直懷恨在心，故意聯合諸侯國繒和外族犬戎入宮殺害幽王和褒姒，然後即位為天子，故此周平王有弑父之嫌，亦令周朝的國勢一落千丈。除晉鄭二國之外，其餘諸侯認為宜臼有弒父之嫌疑，故都不再聽從天子，平王唯“晉、鄭是依”[4]，勉強支運國勢，而造成春秋時代的開始。

## 家庭
- 父，周幽王
- 母，

## 子女
- 太子洩父：周平王太子，早逝。周桓王之父。
- 王子狐：公元前720年，郑庄公怨王，王子狐作為與鄭國相互交換的人質。
- 周睿祖（存疑）：平王少子，武則天稱睿祖為自己武家先祖。

## 孫
- 林，即周桓王，太子洩父早逝，由其子繼位。

## 影視作品
- 《东周列国春秋篇》由史忠紅飾演。